# Letajac
Letajac is een plaats in de gemeente Raša in de Kroatische provincie Istrië. De plaats telt 43 inwoners (2001).